# Platia Platanou

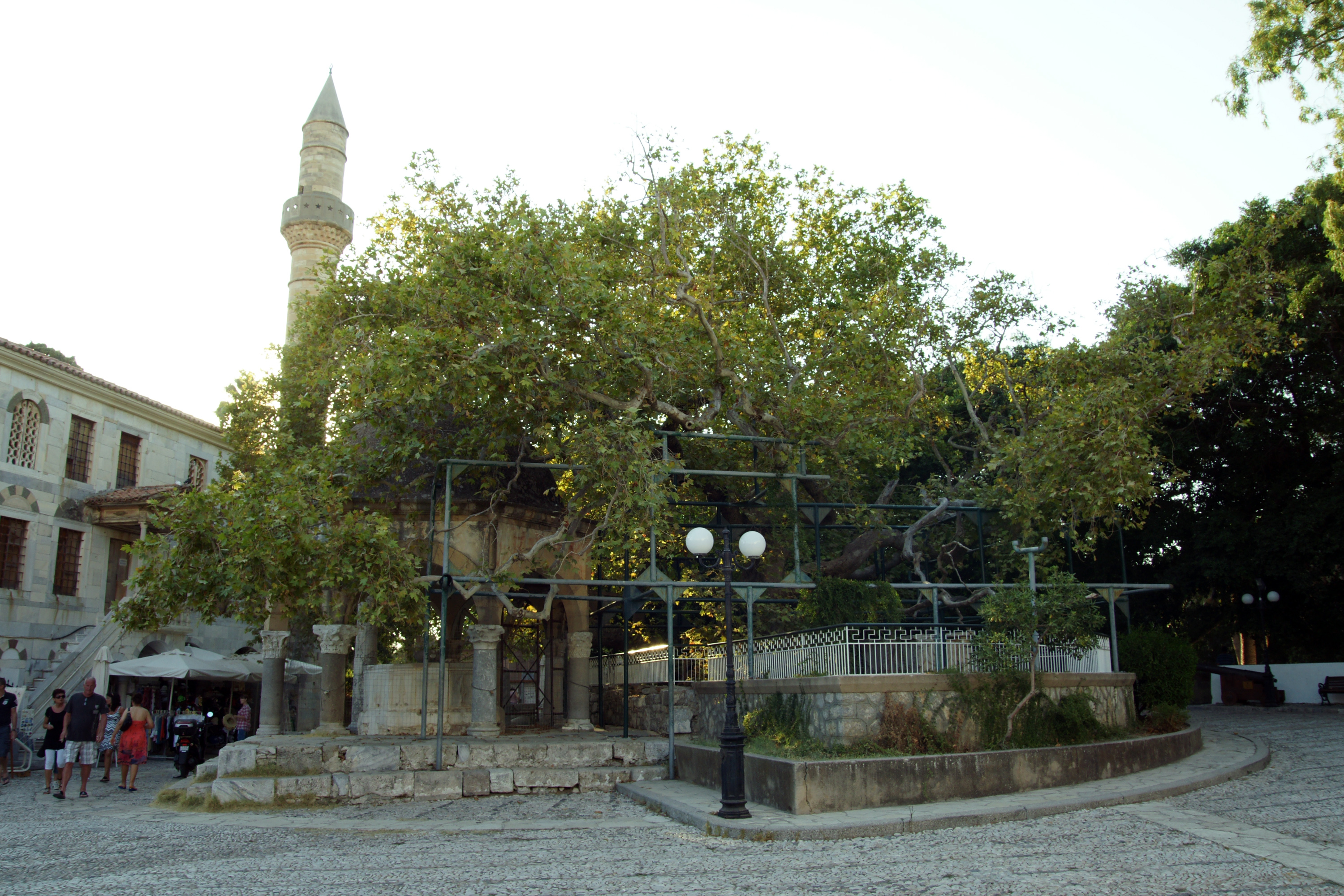
Ein Teil des Platz der Platane mit der Platane des Hippokrates (2012), im Hintergrund die Gazi-Hasan-Pascha-Moschee

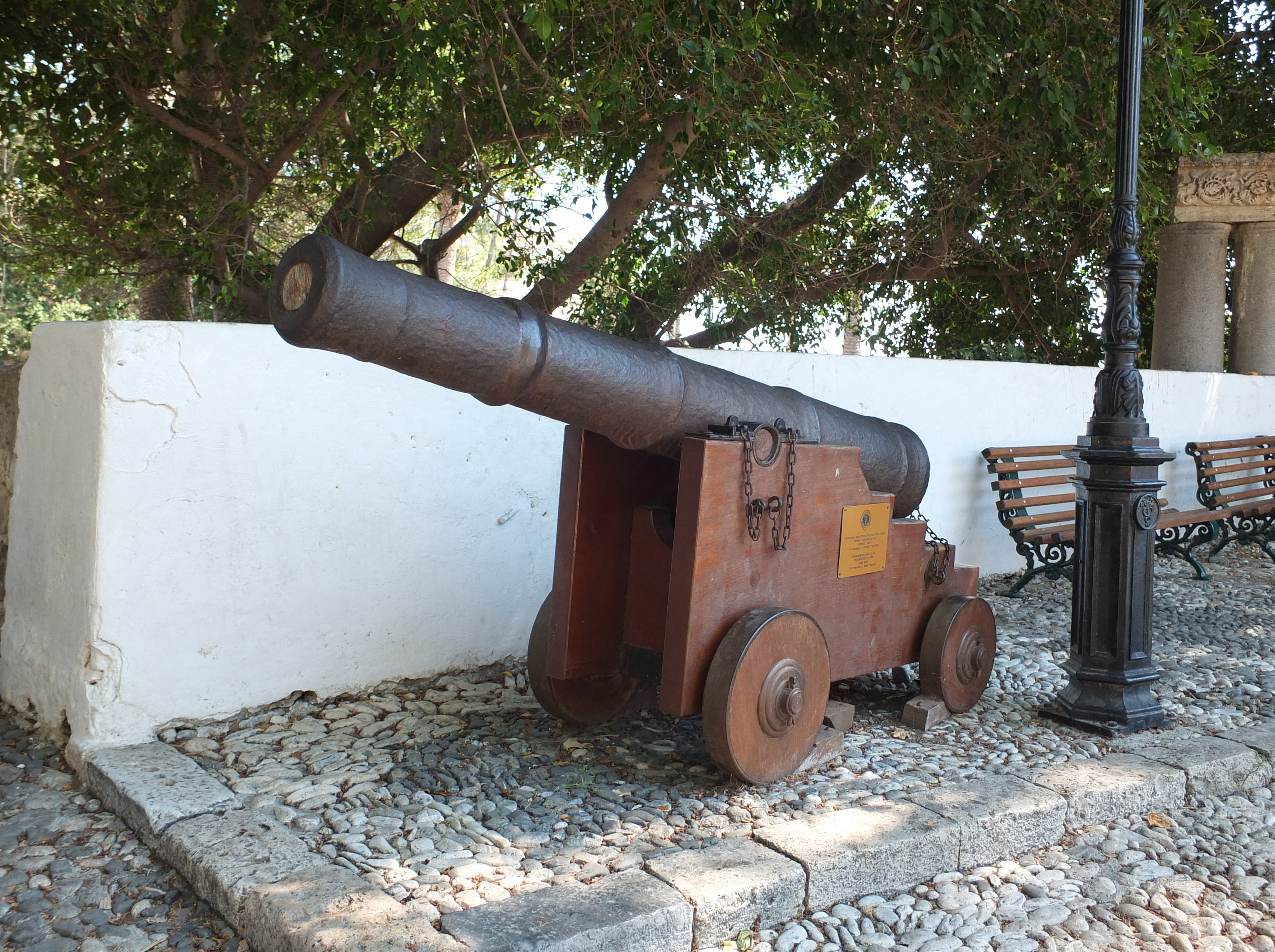
In Richtung der Festung stehen zwei historische Kanonen auf dem Platz der Platane

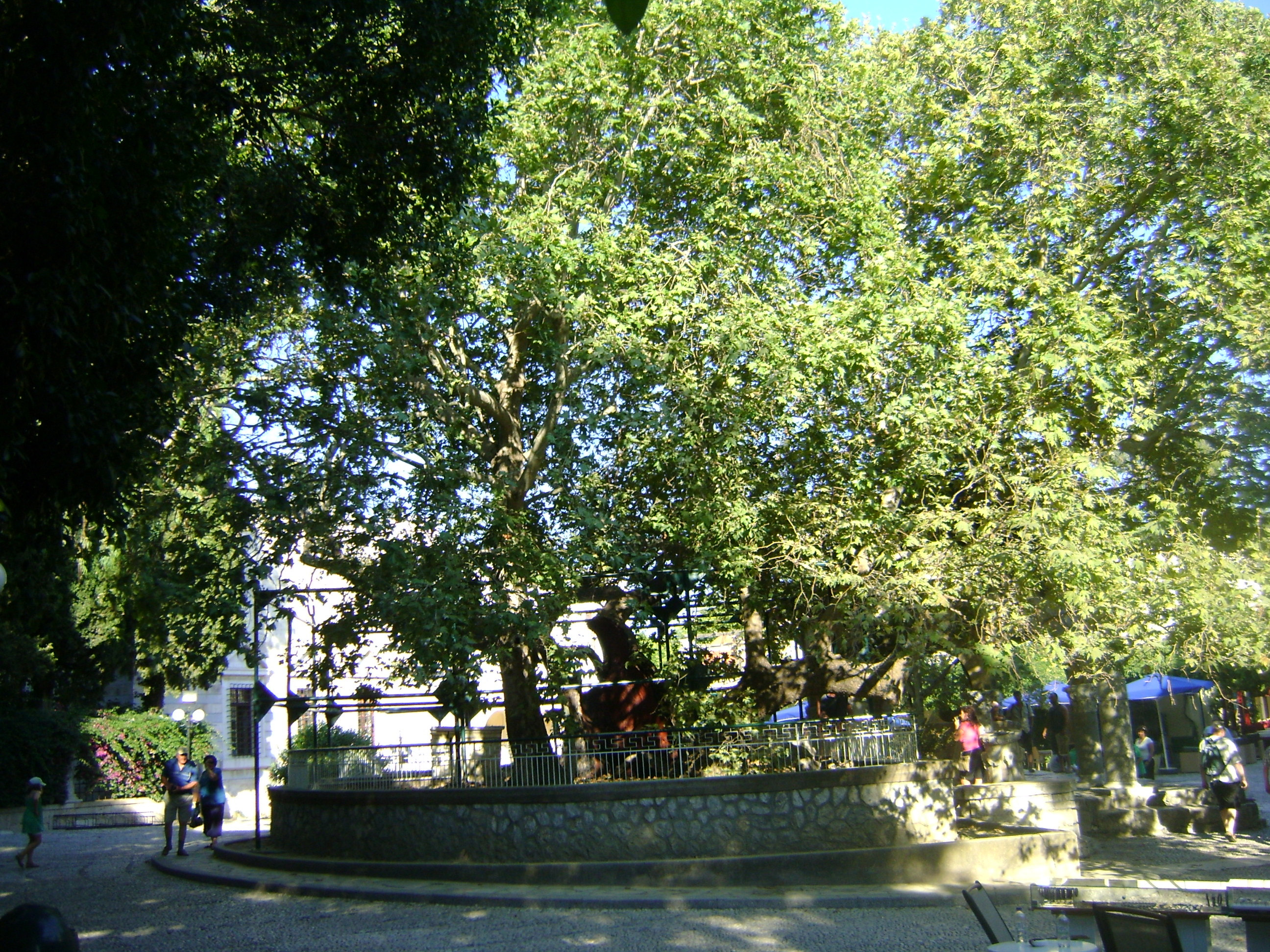
2011

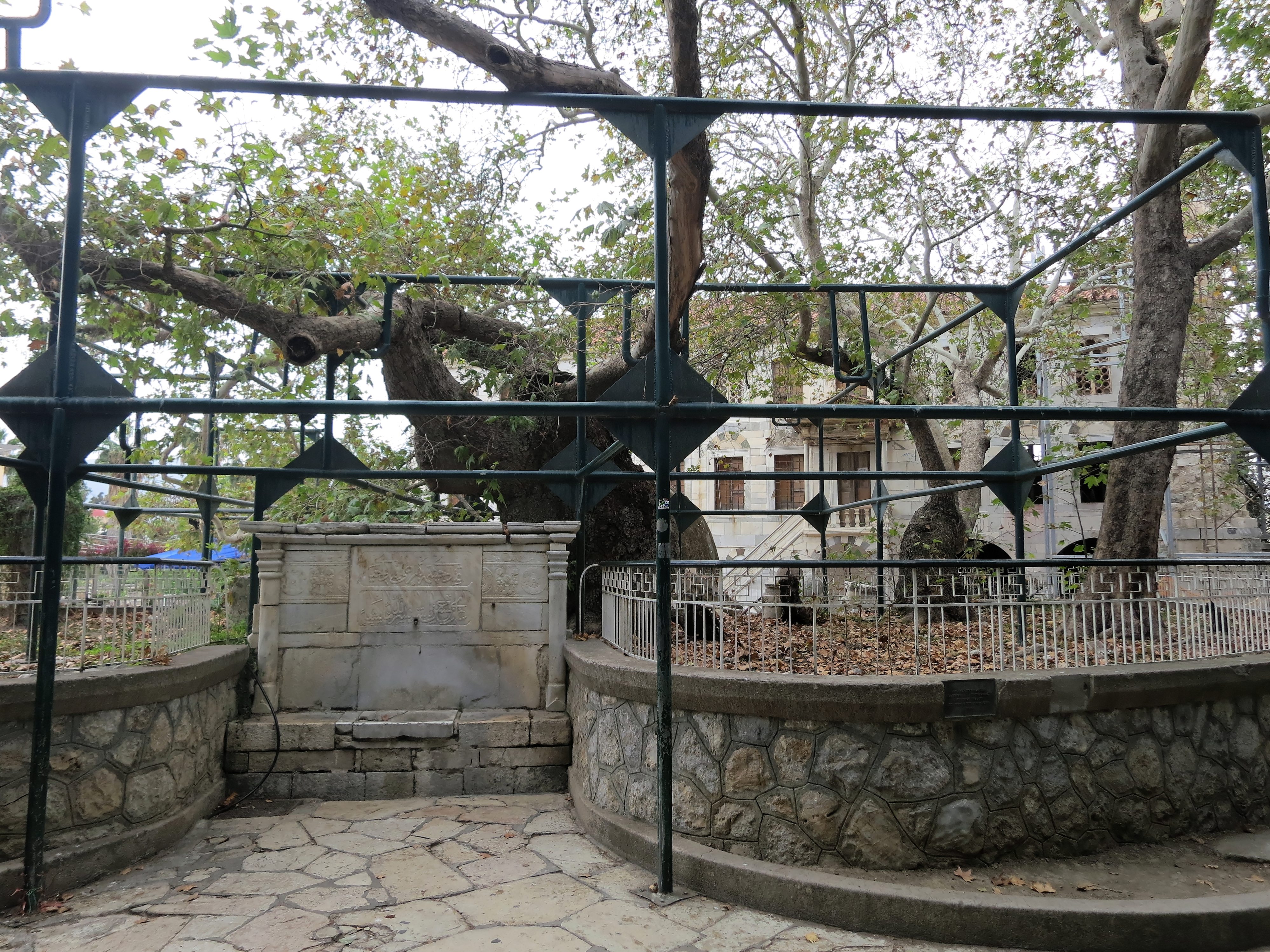
Der Brunnen mit der arabischen Inschrift

Die  Platia Platanou (griechisch Πλατεία Πλατάνου ‚Platz der Platane‘) wurde etwa um 1935 neu angelegt, nach dem großen Erdbeben von 1933, durch welches wesentliche Teile der historischen Stadt von Kos auf der griechischen Insel Kos zerstört wurden.

## Lage und Gebäude
Der Platz liegt auf etwa 4 Meter über dem Meeresspiegel. Im Norden ist der Palmenboulevard Leoforos ton Finikon (Λεωφόρος των Φοινίκων auch Odos Finikon Οδός Φοινίκων), dahinter steht die Festung Neratzia (Κάστρο της Νερατζιάς). Die von den Italienern gebaute Brücke zur Festung beginnt an diesem Platz. Im Nordosten befindet sich der ehemalige Gouverneurspalast, der während der Zeit der italienischen Besatzung von Kos errichtet wurde und heute die Polizei und das Gericht von Kos beherbergt. Südöstlich davon liegt das Verwaltungsgebäude der Provinz Kos (Επαρχείο της Κω) und dahinter das ehemalige türkische Bad (Hamam). Im Südwesten steht die Gazi-Hasan-Pascha-Moschee (Τζαμί του Γαζή Χασάν Πασά), erbaut 1786 (auch: Loggia Moschee; Τζαμί της Λότζιας). Etwas südlich gelegen ist das Ruinenfeld der antiken Agora.
Einen zentralen Platz auf dem Platia Platanou nimmt die Platane des Hippokrates ein, die von einer niederen Mauer mit einem Geländer umgeben ist. Diese Platane ist auch namensgebend für den Platz.

## Brunnen
An der Nordseite der Ummauerung wurde während der Herrschaft der Osmanen über Kos (1522 bis 1912) ein antiker Sarkophag zu einem Brunnen umfunktioniert. Die arabische Inschrift charakterisiert das Wasser als Wasser des Hippokrates.
An der Südseite gegenüber der Gazi-Hasan-Pascha-Moschee stand ein Brunnenhaus aus osmanischer Zeit. Das Dach wurde von sieben Säulen mit korinthischen Kapitellen getragen. Das Brunnenhaus wurde beim Erdbeben vom 21. Juli 2017 zerstört.
Die Brunnen dienten als Waschmöglichkeit vor dem Gebet in der nahegelegenen Gazi-Hasan-Pascha-Moschee.

## Trivia
Auf dem Platz der Platane, vor der Platane des Hippokrates, sollen im Zuge des Freiheitskampf der Griechen (1821–1829), der auch auf Kos Anhänger gefunden hatte, und scheiterte, Dutzende Menschen zur Abschreckung von den osmanischen Behörden aufgehängt worden sein.